# نیل جردن
نیل پاتریک جردن (به انگلیسی: Neil Patrick Jordan) (زاده ۲۵ فوریهٔ ۱۹۵۰ در اسلایگو ایرلند) از کارگردان‌های مشهور سینماست؛ که در سال ۱۹۹۲ به خاطر نوشتن فیلم‌نامه بازی گریه توانست جایزه اسکار بهترین فیلم‌نامه را از آن خود کند. او همچنین دو جایزه بفتا نیز برنده شده‌است.

## زندگی‌نامه
جردن از اواخر دهه ۱۹۷۰ با فیلم‌نامه‌نویسی وارد سینما شده و از ۱۹۸۲ با فیلم فرشته کارگردانی را آغاز کرده‌است.
با دومین فیلمش همنشین گرگ‌ها در ۱۹۸۴ موفق شد تا جایزه از جشنواره‌های مختلف گرفته و جایزه‌ای نیز از سوی مراسم ایونینگ استاندارد بریتیش فیلم به عنوان خوش آتیه‌ترین تازه‌وارد دریافت کند. همنشین گرگ‌ها فیلمی فانتزی و ترسناک بر اساس قصه‌های فلکلوریک بود و در گیشه نیز با استقبال خوبی مواجه شد.
دو سال بعد مونا لیزا جایزه صدف طلایی جشنواره والادولید و نامزدی گلدن گلاب و نخل طلای کن را برای جردن به ارمغان آورد.

جردن همراه با آلیتسیا باخلدا-تسروش و کالین فارل در نمایش نخست فیلم اوندین، جشنواره فیلم ترایبکا ۲۰۱۰ در نیویورک

ما فرشته نیستیم با شرکت رابرت دنیرو و شان پن در ۱۹۸۹ و معجزه در ۱۹۹۱ نیز توانست انتظارات به وجود آمده از وی را برآورده کند، اما اولین شاهکار کارنامه اش چند سال بعد با نام گریه بازی به نمایش درآمد که برنده اسکار بهترین فیلم‌نامه و نامزد اسکار بهترین کارگردانی شد و ۷ جایزه از جشنواره‌های بین‌المللی کسب کرد. فیلم که به دوستی غریب میان یک سرباز داوطلب ارتش جمهوری‌خواه ایرلندی و یک سرباز اسیر انگلیسی می‌پرداخت، به شدت نظر منتقدان را جلب و تبدیل به یکی از فیلم‌های کالت بریتانیایی شد. مضمون موجود در بطن فیلم نیز بر جذابیت آن افزود و بازیگری توانا را نیز به جهانیان شناساند: استیفن رئا که تبدیل به یکی از بازیگران ثابت فیلم‌های جردن نیز شد. پس از تجربه ناموفق مصاحبه با خون‌آشام، ماجرای انقلابی مشهور ایرلندی، مایکل کولینز در ۱۹۹۶ شیر طلایی جشنواره فیلم ونیز را برای جردن به ارمغان آورد.
دومین نقطه اوج چشمگیر کارنامه وی پایان یک رابطه عاشقانه در ۱۹۹۹ ساخته شد و بلافاصله از سوی منتقدان و مردم به عنوان یکی از بهترین اقتباس‌های سینمایی از کتاب‌های گراهام گرین وارد تاریخ سینما گردید. پایان یک رابطه عاشقانه اوج سبک جردن بود، البته دیگر آثار او مانند پسر خونریز، در خواب‌ها و حتی صبحانه در پلوتون ۲۰۰۵ نیز بر کارنامه وی امتیازهایی افزودند. وی برای این فیلم کاندیدای بفتای بهترین کارگردانی شد.

## فیلم‌شناسی

### سینما
- فرشته (۱۹۸۲)
- همنشین گرگ‌ها (۱۹۸۴)
- مونا لیزا (۱۹۸۶)
- قاصد (۱۹۸۸)
- ارواح والا (۱۹۸۸)
- ما فرشته نیستیم (۱۹۸۹)
- معجزه (۱۹۹۱)
- بازی گریه (۱۹۹۲)
- مصاحبه با خون‌آشام (۱۹۹۴)
- مایکل کولینز (۱۹۹۶)
- پسر خونریز (۱۹۹۷)
- در خواب‌ها (۱۹۹۹)
- آخرین سپتامبر (۱۹۹۹)
- پایان رابطه (۱۹۹۹)
- دزد خوب (۲۰۰۲)
- بازیگران (۲۰۰۳)
- وقفه (۲۰۰۳)
- صبحانه در پلوتون (۲۰۰۵)
- شجاع (۲۰۰۷)
- اوندین (۲۰۰۹)
- بیزانتیوم (۲۰۱۲)
- گرتا (۲۰۱۸)
- مارلو (۲۰۲۲)

### تلویزیون
- بورجیاها (۲۰۱۱–۲۰۱۳)
- ریویرا (۲۰۱۷–۲۰۲۰)